# Онани
Онани (итал. Onanì) — коммуна в Италии, располагается в регионе Сардиния, в провинции Нуоро.
Население составляет 473 человека (2008 г.), плотность населения составляет 7 чел./км². Занимает площадь 72 км². Почтовый индекс — 08020;. Телефонный код — 0784.
Покровителем населённого пункта считается святой Sacro Cuore di Gesù.

## Демография
Динамика населения:

## Администрация коммуны
- Официальный сайт: http://web.tiscali.it/onani Архивная копия от 7 сентября 2009 на Wayback Machine